# Neverbloom
Neverbloom —  дебютный альбом австралийской группы Make Them Suffer.

## Список композиций
| №                   | Название                    | Длительность |
| ------------------- | --------------------------- | ------------ |
| 1.                  | «Prologue»                  | 1:39         |
| 2.                  | «Neverbloom»                | 6:34         |
| 3.                  | «Morrow (Weaver of Dreams)» | 3:09         |
| 4.                  | «Elegies»                   | 5:04         |
| 5.                  | «Maelstrom»                 | 6:50         |
| 6.                  | «Oceans of Emptiness»       | 2:22         |
| 7.                  | «The Well»                  | 3:52         |
| 8.                  | «Weeping Wastelands»        | 6:56         |
| 9.                  | «Widower»                   | 4:38         |
| 10.                 | «Chronicles»                | 5:54         |
| Общая длительность: | Общая длительность:         | 46:53        |

## Позиции в чартах
| Чарт (2012)               | Высшая позиция |
| ------------------------- | -------------- |
| Billboard 200             | 74             |
| ARIA Charts               | 56             |
| Victorian Albums          | 42             |
| Western Australian Albums | 19             |

## Участники записи
Make Them Suffer
- Тим Мэдден — ударные
- Крис Ариас-Рил — бас-гитара
- Син Харманис — экстремальный вокал
- Ник Мак-Лернон — гитара
- Крейг Букингем — гитара
- Луиза Бартон — клавишные, вокал

Приглашенные музыканты
- Роланд Лим — фортепиано

Сторонние участники
- Продюсирование, сведение — Роланд Лим
- Обложка — Колин Маркс[5]